# فراس إبراهيم
فراس إبراهيم (11 ديسمبر 1962-)، ممثل ومنتج سوري.

## حياته ونشأته
من مواليد مدينة دمشق، خريج المعهد العالي للفنون المسرحية سوريا متزوج وله من الأولاد اثنين. انضم إلى نقابة الممثلين عام 1985.

## أعماله[4]
المسلسلات
حاره القبه 2024 صياح
1. ولاد بديعة 2024
2. حوازيق 2022
3. رحيم 2018 جون خباز
4. رائحة الروح 2018 صباح
5. في حضرة الغياب 2011
6. ساعة الصفر (2010)		أسامة
7. اغتيال شمس	(2010)
8. أسعد الوراق	(2010)
9. ويطولوك ياليل	(2009)
10. أسمهان (2008)		فؤاد الأطرش
11. ليل ورجال (2008)		أبو معروف
12. أسير الانتقام	(2007)
13. أعيدوا صباحي	(2006)		نبيل
14. حاجز الصمت (2005)
15. أهل المدينة (2004)
16. حروف يكتبها المطر (2003)
17. خط النهاية (2003)
18. مخالب الياسمين (2003)
19. حد الهاوية	(2002)
20. وردة لخريف العمر (2002)
21. نجوم بين الغيوم (2001)
22. سيرة آل الجلالي (2000)		رضوان
23. رقصة الحبارى (1999)
24. الدرب الشائك (1998)
25. دوائر الضياع (1998)
26. حمام القيشاني الجزء الثاني (1997)		زهير
27. باب الحديد (1997)
28. أوراق الزمن المر	(1996)
29. القيد	(1996)
30. البارعون (1994)
31. لحظة مصير (1994)
32. خان الحرير (1994)
33. قانون الغاب (1993)
34. العروس (1992)
35. شجرة النارنج (1989)

#### التلسين
- زورو (مسلسل كرتونى)

## الإنتاج
1. في حضرة الغياب، 2011
2. أسمهان، 2008
3. ليل ورجال, 2008
4. أسير الانتقام, 2007
5. أعيدو صباحي, 2006
6. أهل المدينة, 2004
7. حروف يكتبها المطر, 2003